# Catoxyethira ruvuensis
Catoxyethira ruvuensis är en nattsländeart som beskrevs av Wells och Andersen 1995. Catoxyethira ruvuensis ingår i släktet Catoxyethira och familjen smånattsländor. Inga underarter finns listade i Catalogue of Life.